# Facultad de Ciencias Humanas (Universidad de Cartagena)
La Facultad de Ciencias Sociales y Humanas de la Universidad de Cartagena se localiza en la ciudad de Cartagena, Colombia. Es una unidad académica dedicada al estudio, la investigación, la producción, conservación y difusión de las disciplinas relacionadas con las ciencias sociales y las humanidades. Además, desarrolla programas académicos de formación en pregrado y posgrado y promueve actividades de investigación, docencia y extensión.

## Programas
Pregrado:
- Historia
- Filosofía
- Lingüística y Literatura
- Lenguas Extranjeras con énfasis en Inglés y Francés
- Trabajo Social

- Datos: Q26838164